# Condado de Chittenden
O Condado de Chittenden (em inglês:  Chittenden County) é um dos 14 condados do estado americano de Vermont. A sede e maior cidade do condado é Burlington. Foi fundado em 1787.
O condado possui uma área de 1 604 km², dos quais 1 390 km² estão cobertos por terra e 214 km² por água, uma população de 156 545 habitantes, e uma densidade populacional de 112,7 hab/km² (segundo o censo nacional de 2010). É o condado mais populoso de Vermont.